# Octopussy and The Living Daylights
Octopussy and The Living Daylights é uma coleção de contos de espionagem escritos pelo autor britânico Ian Fleming, sendo o décimo quarto e último livro da série James Bond escrito por Fleming. A obra originalmente continha apenas os contos "Octopussy" e "The Living Daylights", mas versões subsequentes também incluíram "The Property of a Lady" e "007 in New York".
Muitos dos elementos dos enredos vieram das próprias experiências e interesses de Fleming, também usando os nomes de amigos e conhecidos para personagens. "Octopussy" foi escrito durante problemas conjugais que ele estava tendo na época, "The Living Daylights" era para o lançamento de uma revista colorida do jornal The Sunday Times, "Property of a Lady" foi encomendado pela Sotheby's para seu jornal anual e "007 in New York" surgiu como uma compensação pelas críticas que Fleming fez contra Nova Iorque em seu livro de viagens Thrilling Cities. Todos os contos já tinham sido publicados separadamente antes.
Fleming morreu em agosto de 1964 e a Glidrose Productions, detentora dos direitos de Bond, decidiu publicar "Octopussy" e "The Living Daylights" como um livro. A obra foi lançada no Reino Unido em 23 de junho de 1966 pela editora Jonathan Cape e a crítica foi mista. Esses dois contos foram adaptados como parte da série cinematográfica de James Bond em 1983 e 1987, respectivamente, enquanto alguns elementos de "The Property of a Lady" e "007 in New York" apareceram em vários outros filmes.

## Enredos

### "Octopussy"
O agente secreto britânico James Bond viaja para a Jamaica para poder entrevistar o major Dexter Smythe, um ex-oficial dos Fuzileiros Reais que foi recentemente implicado no assassinato Hannes Oberhauser, um guia montanhista austríaco, e no roubo de um esconderijo de ouro nazista de uma valor estimado entre quarenta e cinquenta mil libras esterlinas. Smythe ficou vivendo no vilarejo austríaco de Kitzbühel depois da Segunda Guerra Mundial, encontrou o ouro com a ajuda de Oberhauser e o matou. Bond foi colocado no caso depois do corpo de Oberhauser ter aparecido em uma geleira depois de quinze anos; o guia tinha sido o instrutor de esqui de Bond e uma figura paterna.
Bond escolhe não prender Smythe imediatamente, deixando-o para contemplar suas opções: suicídio ou corte marcial. Smythe é picado por um peixe-escorpião enquanto pesca alimento para Octopussy, um polvo que vive no mar perto de sua praia. Ele é puxado para a água por Octopussy quando vai alimentá-lo ao mesmo tempo que o veneno do peixe começa a fazer efeito. Bond considera que a morte foi um suicídio, mas a classifica como um afogamento acidental para poupar a reputação de Smythe.

### "The Living Daylights"
Bond é designado como um atirador de elite para ajudar um outro agente britânico, codinome 272, a escapar de Berlim Oriental. O dever de Bond na missão é proteger a travessia do agente para Berlim Ocidental ao eliminar um assassino profissional da KGB conhecido apenas pelo codinome de "Trigger", que foi enviado para matar 272. Bond assume uma posição no limite ocidental da fronteira e um hotel com vista para a terra de ninguém que 272 terá de cruzar. Bond vê uma orquestra feminina chegar para ensaiar e depois ir embora durante três noites, com uma bela violoncelista especialmente chamando sua atenção. Quando 272 começa sua fuga, Bond enxerga Trigger assumindo uma posição para matá-lo e percebe que ela é e violoncelista. Ele ajusta sua mira no último momento e atira na arma dela em vez de matá-la, permitindo que 272 escape.

### "The Property of a Lady"
O Serviço Secreto descobre que Maria Freudenstein, uma de suas funcionárias e agente dupla para a União Soviética, recebeu um item valioso de joalheria criado por Peter Carl Fabergé e está planejando leiloá-lo na Sotheby's. Bond suspeita que o diretor da KGB em Londres comparecerá fará uma oferta abaixo do esperado para elevar o preço até o valor necessário para pagar Freudenstein. Bond comparece ao leilão, identifica o homem e vai embora arranjar para que ele seja expulso de Londres como persona non grata.

### "007 in New York"
Bond faz reflexões sobre Nova Iorque. Ele está em uma rápida missão na cidade com o objetivo de avisar uma funcionária do Serviço Secreto que seu novo namorado é na verdade um agente da KGB. Bond pensa em Solange, uma jovem que conheceu intimamente e que trabalha em uma loja da Abercrombie's.

## Antecedentes e escrita
O autor britânico Ian Fleming morreu de um ataque cardíaco em 12 de agosto de 1964. Na época ele já tinha publicado doze livros protagonizados por sua criação, o agente secreto James Bond: onze romances e uma coleção de contos. Um décimo terceiro livro, The Man with the Golden Gun, seu último romance, estava sendo preparado para publicação, que ocorreu oito meses depois em abril de 1965. Os direitos de suas obras estavam com a Glidrose Productions, empresa propriedade da família Fleming e hoje chamada de Ian Fleming Publications, que decidiu que dois contos escritos por ele, "Octopussy" e "The Living Daylights", seriam publicados como livro em 1966.

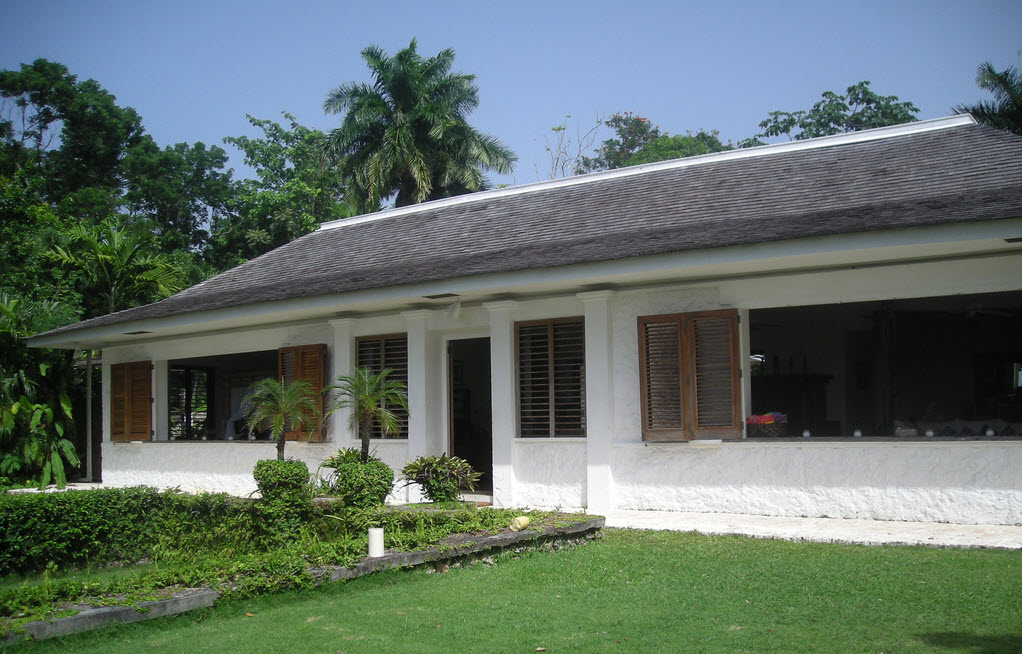
Goldeneye, onde Fleming escreveu todos os romances de James Bond

Fleming estava em julho de 1962 tendo problemas conjugais com sua esposa Ann. Ele enviou um telegrama para ela de Nova Iorque dizendo que precisava de "tempo para descansar e refletir sobre nosso futuro, que neste momento parece intolerável", viajando em seguida para sua propriedade Goldeneye na Jamaica. Foi neste local que ele escreveu "Octopussy". A história tem Bond como o catalizador de uma narrativa contada em analepse, em vez de como o protagonista para a ação; consequentemente, "Octopussy" é contado de forma similar a "Quantum of Solace", um conto publicado pela primeira vez em 1959 e incluído no ano seguinte na antologia For Your Eyes Only. "Octopussy"  foi serializado no jornal Daily Express entre 4 e 8 de outubro de 1965.
O jornal The Sunday Times decidiu lançar uma revista colorida a partir de 4 de fevereiro de 1962 e pediu que Fleming, um de seus colunistas, escrevesse um artigo para ela. Ele escreveu "The Guns of James Bond", mas este foi rejeitado por ser considerado muito longo e especializado para o público alvo, assim escreveu um conto de Bond como um atirador de elite. Como pesquisa, Fleming se correspondeu com o capitão E. K. Le Mesurier, o secretário britânico da Associação Nacional do Rifle em busca de informações, além de correções sobre as áreas mais especializadas de conhecimento necessárias para um atirador de elite. O título original do conto era "Trigger Finger", porém foi inicialmente publicado como "Berlin Escape". Também foi publicado em junho de 1962 em uma edição da revista estadunidense Argosy com esse mesmo nome. Para o The Sunday Times, Fleming contratou o artista Graham Sutherland para criar uma ilustração para o conto, ao custo de cem guinéus, porém a arte não foi usada.

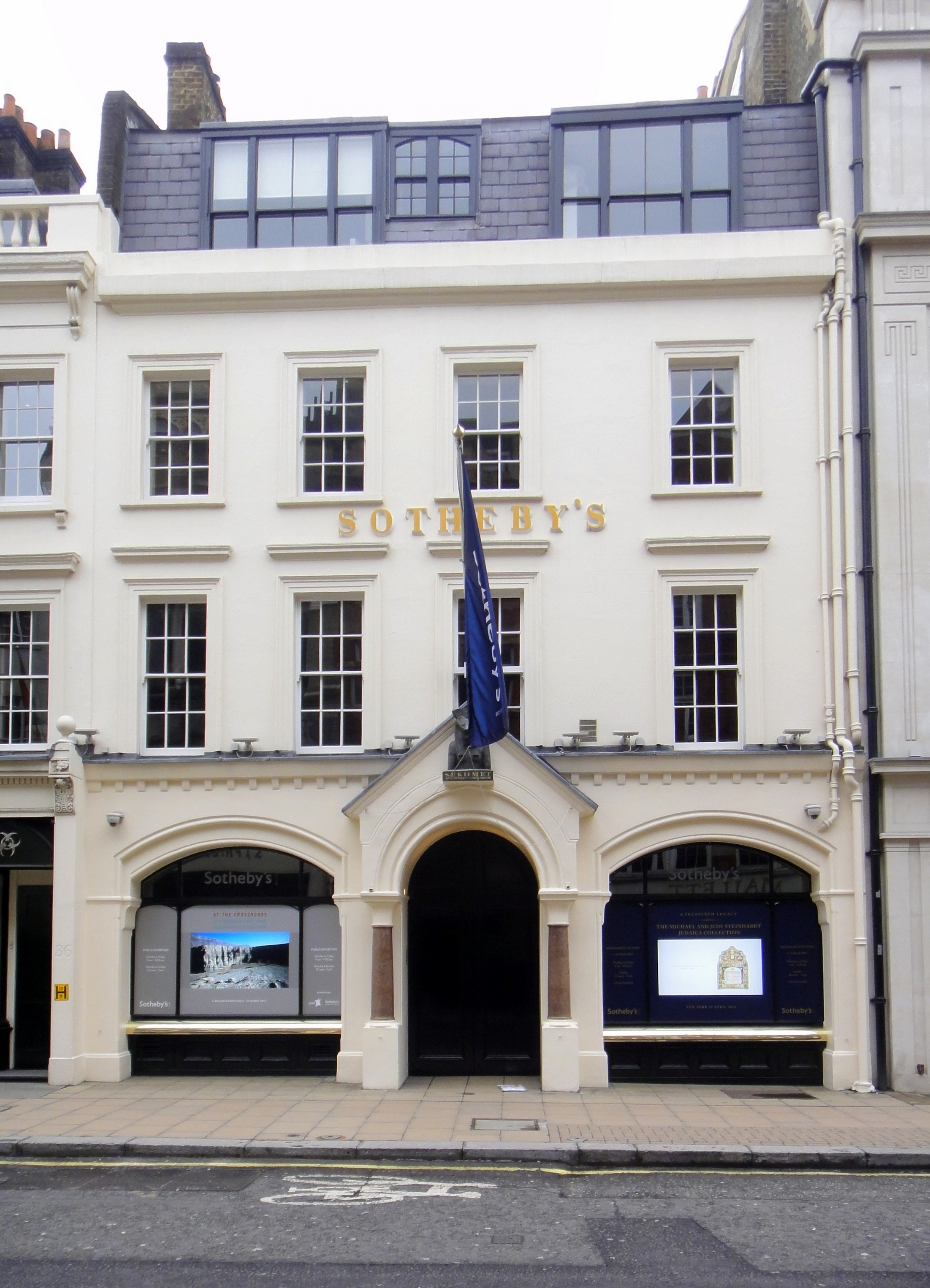
A casa de leilão da Sotheby's em Londres

"Property of a Lady" foi escrito no início de 1963 e comissionado pela casa de leilões Sotheby's para que aparecesse no The Ivory Hammer, seu jornal anual, e foi publicado em novembro de 1963. Peter Wilson, na época o presidente da Sotheby's, é mencionado diretamente na história. Fleming ficou tão insatisfeito com o resultado final que escreveu para Wilson e recusou qualquer forma de pagamento por algo que ele considerava tão decepcionante. Seus títulos originais para o conto foram "The Diamond Egg" e "The Fabulous Pay-Off".
O The Sunday Times enviou Fleming em uma viagem ao redor do mundo em 1959 para escrever uma série de artigos sobre diversas cidades, com o material sendo depois reunido e publicado em 1963 no livro Thrilling Cities. O autor gostava de Nova Iorque, mas suas experiências na viagem azedaram suas opiniões sobre a cidade, com ele escrevendo: "Entre na primeira farmácia, peça orientação a um transeunte e a indiferença e a dureza do nova-iorquino cortam para fora do seu corpo o antigo afeto pela cidade com a mesma força que a faca de um cirurgião". Seus editores estadunidenses pediram para que ele modificasse o capítulo por causa de suas severidade sobre Nova Iorque, mas Fleming recusou. Como compensação, ele escreveu em agosto de 1963 um conto a partir do ponto de vista de Bond. "007 in New York" foi originalmente chamado "Reflections in a Carey Cadillac". A história foi primeiro publicada no jornal New York Herald Tribune em outubro de 1963 como "Agent 007 in New York", mas foi renomeada no ano seguinte para "007 in New York" nas edições estadunidenses de Thrilling Cities.
Fleming deu poucas informações sobre datas dentro de suas obras, mas dois escritores identificaram linhas do tempo diferentes a partir de eventos e situações relatados dentro da série: John Griswold e Henry Chancellor. Chancellor colocou os eventos de "The Living Daylights" em outubro de 1959, "Octopussy" em 1960, "007 in New York" no início de 1961 e "The Property of a Lady" em junho de 1961. Já Griswold colocou "Octopussy" em julho de 1960, "The Living Daylights" no final de setembro e início de outubro de 1960, "The Property of a Lady" em junho de 1961 e "007 in New York" no final de setembro de 1961.

## Desenvolvimento

### Inspirações

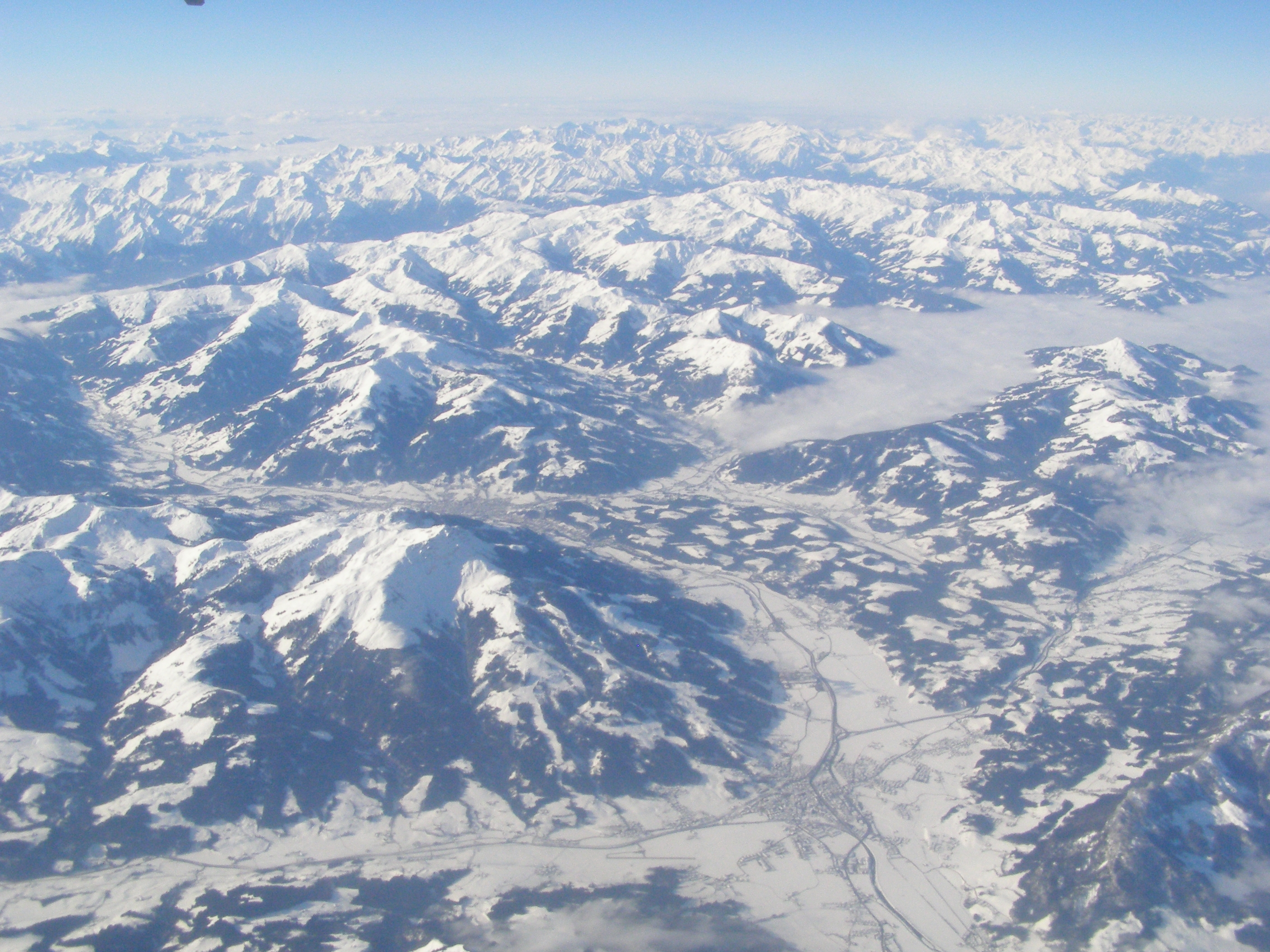
Os Alpes de Kitzbühel, com a cidade de Kitzbühel no centro esquerdo

Chancellor e o biógrafo Andrew Lycett consideraram que boa parte do pano de fundo de "Octopussy" veio diretamente dos próprios interesses e experiências de Fleming, incluindo feitos de comandos em tempos de guerra, escaladas em Kitzbühel, ouro escondido e vida marinha na Jamaica. O autor costumava fazer caminhadas e esquiar em Kitzbühel na década de 1920 enquanto estudava em uma pequena escola particular para entrar no Escritório do Exterior. Ele conhecia bem a área e suas experiências foram usadas para a parte da história em que Smythe procura o ouro. Fleming se interessava em polvos e regularmente observou um, que ele chamou de "Pussy", enquanto nadava em sua praia em Goldeneye; ele chegou a escrever um artigo sobre o polvo em 1957 no The Sunday Times, "My Friend the Octopus". Uma de suas vizinhas na Jamaica, e posteriormente sua amante, era Blanche Blackwell. Ela presenteou Fleming com um coracle que ele nomeou de Octopussy, depois usando este nome para o conto. O "Escritório de Objetivos Diversos", a unidade de Smythe na Segunda Guerra Mundial, era uma versão ficcional da Unidade de Assalto 30, uma unidade de comandos criada por Fleming. O autor há muito se interessava em ouro escondido e se envolveu na criação de um artigo para o The Sunday Times sobre ouro nazista que tinha sido supostamente escondido no Lago Toplitz, na Áustria.
Parte do pano de fundo de "The Living Daylights" incluía usar o som de uma orquestra para acobertar a travessia por uma terra de ninguém. Isto foi inspirado pela fuga do capitão Pat Reid do campo de prisioneiros de Colditz durante a guerra, quando o barulho de uma orquestra foi usado para que pudesse passar por um pátio. O regente da orquestra de Colditz era Douglas Bader, que jogou golfe com Fleming várias vezes. Trigger, a assassina do conto, foi parcialmente inspirada em Amaryllis Fleming, meia-irmã do autor. Ela era uma violoncelista renomada e com cabelo loiro, com Fleming inclusive tendo conseguido colocar uma menção a ela no texto. Ele usou o sobrenome de sir Stewart Menzies, um conhecido seu e o chefe do Serviço Secreto de Inteligência durante a guerra, para o cabo Menzies, que ajuda Bond a praticar tiro com rifle no início da história.
Fleming amava ovos mexidos e chegou a incluir uma receita para o prato dentro do conto "007 in New York". Essa receita originalmente foi criada por May Maxwell, a empregada doméstica de Ivar Bryce, um dos melhores amigos de Fleming. O autor também usou o nome dela para May, a empregada doméstica de Bond.

### Personagens
Segundo Matthew Parker e Jon Gilbert, respectivamente biógrafo e bibliógrafo de Fleming, Smythe é uma representação autobiográfica do autor, porém Chancellor achou que provavelmente o personagem "é tão bem elaborado que ele parece um vizinho ou amigo". Tanto Parker quanto Gilbert destacaram que Fleming e Smythe eram ex-militares anteriormente em boa forma física e ativos, mas que agora estavam sofrendo de problemas cardíacos (incluindo um infarto), moravam em uma praia na Jamaica onde bebiam e fumavam bastante e tinham se envolvido na captura de unidades alemãs no final da guerra. O sociólogo Anthony Synnott salientou que Smythe é apenas um de apenas dois vilões no cânone de Bond que é britânico, com a outra sendo Vesper Lynd de Casino Royale; os dois personagens morrem no final de suas respectivas histórias.
Raymond Benson, que depois escreveu vários romances de Bond, afirmou que as opiniões do personagem sobre matar são examinadas novamente em "The Living Daylights". A história mostra que apesar de Bond não gostar de matar, ele considera que é algo que precisa ser feito como parte de seus deveres. Bond, ao final da missão, tendo deliberadamente ferido e não matado a assassina, demonstra complacência e ignora reclamações de seu colega sobre o incidente. O historiador Jeremy Black considerou que esse colega, o importuno capitão Sender, é uma antítese de Bond e um eco do coronel Schreiber, um chefe de segurança no conto "From a View to a Kill".
A dama referenciada no título de "Property of a Lady" é Maria von Freudenstein, uma traidora dentro do Serviço Secreto de Inteligência que achou que estava enviando informações valiosas para a KGB, mas na verdade estava passando sem saber informações sem grande relevância e até mesmo errôneas. Fleming a descreve como uma mulher pouco atraente, com poucos amigos e cujo único prazer na vida era o segredo de ser uma espiã. Synnott enxergou isto como outro exemplo de Fleming usando falta de atratividade física como um método abreviado de indicar maldade ou criminalidade. Black comentou que a sugestão de que a feiura de Freudenstein foi o que levou a sua traição significa que não há ideologia em suas ações. Black também destacou que a descrição de Piotr Malinowski, o agente da KGB no leilão, mostra o mesmo padrão de equiparar características físicas pouco atraentes à criminalidade. Malinowski é descrito como tendo um pescoço curto, lóbulos das orelhas curtos e uma coluna um pouco corcunda.

## Estilo
Benson identificou aquilo que descreveu como "Varredura Fleming", o uso de "ganchos" no final dos capítulos a fim de aumentar a tensão e empurrar o leitor para o próximo. Ele considerou que em "Octopussy" os ganchos foram usados para manter o ritmo da história, apesar de que há passagens sem ação. Benson considerou a história como um conto de moralidade que usa a analepse que Fleming gostava. A varredura também está presente em "The Living Daylights", que Benson considerou comprimido e intensamente escrito". Ele achou que o grande uso que Fleming fazia de detalhes deixou algumas cenas vívidas, como a cena de treino de tiro em Bisley e o ataque ao agente 272.

## Recepção

### Publicação
Octopussy and The Living Daylights foi publicado no Reino Unido em 23 de junho de 1966 pela editora Jonathan Cape ao custo de dez xelins e seis pêni. Esta era uma edição em capa dura e continha apenas os dois contos mencionados no título. O artista Richard Chopping criou a arte de capa, assim como tinha feito com muitos dos livros anteriores de Fleming; seu honorário cresceu desta vez de trezentos para 350 guinéus. A primeira edição teve uma tiragem de 45 mil cópias. Ela vendeu lentamente e ainda estava sendo vendida quando o Reino Unido decimalizou sua moeda em fevereiro de 1971, fazendo a Jonathan Cape colocar adesivos sobre o valor pré-decimal.
Foi publicado nos Estados Unidos em meados de 1966 pela New American Library com ilustrações de Paul Bacon. Foi publicado pela primeira vez no Brasil em 1966 pela Editora Bloch como Encontro em Berlim, com os contos traduzidos para "James Bond Acusa!", "Encontro em Berlim", "A Propriedade de uma Senhora" e "007 em Nova Iorque". Uma edição em brochura foi publicada no Reino Unido pela Pan Books em julho de 1967; "The Property of a Lady" foi adicionado nesta edição. Vendeu 79 mil cópias no Reino Unido naquele ano e 362 mil no ano seguinte; vendas internacionais em 1967 foram de mais de 76 mil. "007 in New York" foi adicionado em 2002 pela Viking Press.

### Crítica
O poeta Philip Larkin escreveu uma resenha de Octopussy and The Living Daylights na revista The Spectator que apesar de ter achado que os dois contos da primeira edição eram "cheios de sombras e nuances", ele não ficou surpreso que Fleming preferia escrever romances, dizendo "James Bond, diferente de Sherlock Holmes, não se encaixa perfeitamente no comprimento do conto: há algo grandioso e intercontinental sobre suas aventuras que exigem espaço e os exemplos da forma que temos tendem a ser excêntricos ou discretos". O jornal The Times Literary Supplement achou que as histórias eram previsíveis, mas elogiou as descrições de balística e vida marinha. O autor Anthony Burgess escreveu uma resenha para a revista The Listener e disse que ficou "fascinado debruçando-se sobre as coisas... que nos lembra que o conteúdo do anti-romance não precisa necessariamente surgir de uma estética bem pensada", também comentando que "é o domínio do mundo que dá a Fleming seu peculiar nicho literário".
Alguns críticos avaliaram o livro diante dos filmes que adaptavam o personagem e outras obras similares no mesmo gênero. Carole d'Albiac da revista Tatler descreveu os contos como "curtos, descartáveis e inimitáveis", considerando "que esses bocados apenas servem para enfatizar o quão miseravelmente muitos imitadores falham, e como os filmes não captam bem seu sabor". O jornal The Observer achou que "Ambos são tão legíveis quanto esperado, porém um tanto distantes da melhor forma de Fleming. Talvez a onda de imitações inferiores possa fazê-los parecer melhores do que realmente são". Outros críticos avaliaram o conto diante da morte de Fleming, incluindo George Dowson do jornal Manchester Evening News, que escreveu que "Ambos são pequenas joias na melhor tradição de Bond e ilustram o quanto perdemos com a morte de Ian Fleming". Burgess terminou sua resenha afirmando que "Eu admirei todos os livros de Bond e sinto muito que não haverá mais. Uma triste despedida para Fleming".

## Adaptações
"The Property of a Lady" foi republicado na revista Playboy em janeiro de 1964, enquanto "Octopussy" foi serializado na mesma revista nas edições de março e abril de 1966. O artista Barry Geller usou a aparência do ator Sean Connery, que interpretava Bond no cinema, para as ilustrações que acompanharam o conto. "Octopussy" e "The Living Daylights" foram adaptadas como tiras de quadrinhos publicadas diariamente no Daily Express e revendidas mundialmente. "The Living Daylights" foi publicada entre 12 de setembro e 12 de novembro de 1966, enquanto "Octopussy" foi publicada de 14 de novembro de 1966 a 27 de maio de 1967. Ambas adaptações foram escritas Jim Lawrence e ilustradas por Yaroslav Horak. Os enredos foram alterados dos originais de Fleming para que houvesse motivos glamorosos para Bond se envolver e incluir o personagem em cenas de ação. As tiras foram republicadas pela Titan Books em 1988 e depois novamente na coleção The James Bond Omnibus Vol. 2 de 2011.
Alguns elementos de "Octopussy" e "The Property of a Lady" foram adaptados em 1983 no filme Octopussy da série cinematográfica de James Bond. "Octopussy" proporcionou o título do longa e detalhes da vida pregressa da personagem Octopussy, que é filha de um homem que Bond permitiu que cometesse suicídio em vez de enfrentar a vergonha da prisão. O mesmo filme também usa o leilão de um item Fabergé na Sotheby's tirado de "The Property of a Lady"; dentro da história o item é descrito como sendo uma "propriedade de uma dama". O enredo de "The Living Daylights", praticamente inalterado, foi usado em 1987 para uma seção do filme homônimo. A personagem de Trigger se tornou a violoncelista Kara Milovy. O nome Solange de "007 in New York" foi usado para uma personagem de Casino Royale de 2006, enquanto o epílogo de Quantum of Solace de 2008 usa a premissa do mesmo conto: Bond avisando uma agente mulher que seu namorado é um agente inimigo. O personagem Oberhauser de "Octopussy" foi usado em Spectre de 2015; ele foi adaptado para ser o pai do vilão Ernst Stavro Blofeld e o antigo responsável legal de Bond na sua infância.

### Citações
1. 1 2 3 4 5  Fleming 2002.
2. ↑   «The Books». Ian Fleming Publications. Consultado em 30 de novembro de 2024. Arquivado do original em 10 de agosto de 2015
3. ↑  Black 2005, p. 75.
4. ↑   «Obituary: Mr Ian Fleming». The Times. Londres. 13 de agosto de 1964. p. 12
5. ↑  Lycett 1996, p. 445.
6. 1 2 3 4 5  Benson 1988, p. 31.
7. 1 2  Lycett 1996, p. 408.
8. ↑  Fleming 2015, p. 315.
9. 1 2  Black 2005, p. 78.
10. 1 2 3 4 5  Chancellor 2005, p. 240.
11. ↑  Gilbert 2012, p. 443.
12. 1 2 3 4 5 6  Chancellor 2005, p. 241.
13. ↑  Lycett 1996, p. 396.
14. ↑  Benson 1988, p. 24.
15. ↑  Besly 1997, p. 25.
16. ↑  Lycett 1996, pp. 395–396.
17. ↑  Benson 1988, p. 25.
18. ↑  Lycett 1996, p. 422.
19. 1 2 3 4 5 6  Gilbert 2012, p. 440.
20. 1 2  Chancellor 2005, p. 179.
21. ↑  Fleming 1964, p. 113.
22. ↑  Gilbert 2012, p. 441.
23. ↑  Griswold 2006, p. 381.
24. ↑  Chancellor 2005, pp. 98–99.
25. ↑  Griswold 2006, p. 13.
26. ↑  DelFattore 1989, p. 87.
27. ↑  Lycett 1996, p. 37.
28. ↑  Gant 1966, p. 105.
29. ↑  Macintyre 2008, p. 93.
30. ↑  Chancellor 2005, p. 113.
31. ↑  Lycett 1996, p. 409.
32. ↑  Fleming 2002, p. 118.
33. ↑  Chancellor 2005, pp. 113, 240.
34. ↑  Lycett 1996, p. 47.
35. ↑  Parker 2014, p. 291.
36. ↑  Parker 2014, pp. 291–292.
37. 1 2  Synnott 1990, p. 416.
38. ↑  Benson 1988, p. 144.
39. 1 2  Benson 1988, p. 145.
40. ↑  Black 2005, p. 41.
41. ↑  Fleming 2002, p. 65.
42. ↑  Black 2005, p. 79.
43. ↑  Fleming 2002, p. 75.
44. ↑  Benson 1988, p. 85.
45. ↑  Benson 1988, p. 143.
46. 1 2 3   Burgess, Anthony (14 de julho de 1966). «New Fiction». The Listener. Londres. p. 65
47. ↑  Turner 2016, 3714.
48. ↑  Gilbert 2012, pp. 420–421.
49. ↑  Gilbert 2012, p. 447.
50. ↑   «Octopussy And The Living Daylights». James Bond Brasil. Consultado em 9 de junho de 2025
51. ↑  Bennett & Woollacott 2009, p. 17.
52. ↑  Gilbert 2012, p. 450.
53. ↑   «Sales Report from Pan». The Bookseller. Londres. 9 de dezembro de 1967. p. 2668
54. ↑   «Octopussy ; & The living daylights». British Library. Consultado em 9 de junho de 2025. Arquivado do original em 27 de novembro de 2024
55. ↑   Larkin, Philip (8 de julho de 1966). «Bond's Last Case». The Spectator. Londres. pp. 50, 52
56. ↑   d'Albiac, Carole (2 de julho de 1966). «New Books». Tatler. Londres. p. 45
57. ↑   «Fiction in Brief». The Observer. Londres. 3 de julho de 1966. p. 22
58. ↑   Dowson, George (1 de outubro de 1966). «This Little Bond will make you Sit Up». Manchester Evening News. Manchester. p. 2
59. ↑  Hines 2018, pp. 37, 41.
60. 1 2  Fleming, Gammidge & McLusky 1988, p. 6.
61. 1 2  Gilbert 2012, p. 444.
62. ↑  Fleming, Gammidge & McLusky 1988, p. 4.
63. ↑  McLusky et al. 2011, pp. 182, 197.
64. ↑  Smith & Lavington 2002, p. 188.
65. ↑  Barnes & Hearn 2001, p. 146.
66. ↑  Smith & Lavington 2002, p. 189.
67. ↑  Smith & Lavington 2002, p. 219.
68. ↑  Barnes & Hearn 2001, p. 173.
69. ↑   Williams, Owen (6 de dezembro de 2019). «James Bond: From Page To Screen». Empire. Consultado em 10 de junho de 2025
70. ↑   «Quantum of Solace (2008)». Mutant Reviewers. 2 de junho de 2010. Consultado em 10 de junho de 2025
71. ↑   Fischer, Russ (27 de março de 2015). «'Spectre' Teaser Trailer: James Bond Harbors A Dark Secret [Updated With New Images]». /Film. Consultado em 10 de junho de 2025